# Baumgartner Bad
Das Baumgartner Bad war ein zuletzt im Besitz der Stadt Wien stehendes Sommerbad im 14. Wiener Gemeindebezirk, Penzing. Es befand sich im Bezirksteil Baumgarten, nahe der U-Bahn-Station Ober St. Veit, an der Adresse Hackinger Straße 28 bei der nordöstlichen Ecke der Kreuzung dieser Straße und der Hochsatzengasse. Nördlich des Areals verkehrte in geringem Abstand in Hochlage die Westbahn. Anstelle des Bades wurde nach 1997 ein kika-Möbelhaus errichtet.

## Geschichte
Das Baumgartner Bad wurde 1875 errichtet. Damals war Baumgarten noch bis 1890 / 1892 eine selbstständige Vorortgemeinde Wiens; seit 1. Jänner 1892 ist es Teil von Wien. In den 1890er Jahren wurde der bis dahin wenige Meter südlich des Bades noch unreguliert verlaufende Wienfluss auf Wiener Stadtgebiet durchgehend reguliert, um die Hochwassergefahr zu beseitigen und die Verbauung entlang der Uferstraßen zu erleichtern. 1898 wurde die Wiener Stadtbahn mit der Station Ober St. Veit eröffnet. 1938 wurde das Bad von der Stadt Wien erworben.
Die von der Stadtverwaltung nach 1945 neu errichteten Gemeindebauten im oberen Wiental, vor allem der 1949–1956 gebaute, 1952 benannte und 1954 offiziell eröffnete Hugo-Breitner-Hof mit Wohnraum für 5000 Menschen, erhöhten die Besucherzahlen in dem kleinen Bad, so dass es 1950–1957 renoviert, modernisiert und erweitert wurde. So wurden etwa zwei Hallen errichtet, in denen zusätzliche 70 Umkleidekabinen und 135 Kästchen untergebracht wurden.
Im Bad befanden sich zuletzt auf einer Grundfläche von 9100 Quadratmeter, wovon 900 Quadratmeter verbaut waren, zwei Schwimmbecken und ein Planschbecken für Kinder, Liegewiesen sowie alter Baumbestand. Das Bad bot für ungefähr 1800 Personen Platz. Laut Wiener Rathauskorrespondenz besuchten am 31. Juli 1994, dem bis dahin heißesten Sonntag des Jahres, rund 1000 Menschen das Baumgartner Bad.
1997 wurde das Baumgartner Bad wegen seiner geringen Größe, der ungünstigen Lage zwischen Westbahn und Westausfahrt und Baufälligkeit so wie schon früher das Hütteldorfer Bad geschlossen. Als Ersatz war so wie für das 1979 geschlossene Hütteldorfer Bad das 1998 eröffnete Waldbad Penzing (seit Dezember 2009 Hallenbad Hütteldorf) an einem Standort nahe der Linzer Straße vorgesehen.